# ペ・ドゥフン
ペ・ドゥフン（朝: 배두훈）は韓国のミュージカル俳優。
SOREA Band（ソリアバンド、朝: 소리아밴드）、AUX（アクス、朝: 억스）など、フュージョン国楽バンドのボーカルを経て『The Voice of Korea』シーズン２で名を知らせ、2013年ミュージカル「風月主（朝: 풍월주）」のダム（朝: 사담）役でミュージカル俳優としてデビューした。
2017年、韓国のテレビ放送局JTBCのオーディション番組ファントム・シンガー（Phantom Singer、朝: 팬텀싱어） シーズン2に参加し、Forestellaのメンバーとなった

。グループ内のポジションはテノール。

## 出演

### ミュージカル
| 期間                            | 講演                                                             | 役                           | 備考               |
| ------------------------------- | ---------------------------------------------------------------- | ---------------------------- | ------------------ |
| 2013.11.09 ~ 2014.02.16         | 風月主                                                           | ダム                         | デビュー作         |
| 2014.06.10 ~ 2014.08.31         | ブラック メリーポピンズ                                          | ヘルマン                     |                    |
| 2014.07.11 ~ 2014.09.14         | ビスティ（朝: 비스티）                                           | イ・スンウ（朝: 이승우）     |                    |
| 2014.11.13 ~ 2015.01.03         | マイバケットリスト（朝: 마이 버킷 리스트）                       | ヘギ（朝: 해기）             | 初演               |
| 2015.03.26 ~ 2015.05.31         | マイバケットリスト（朝: 마이 버킷 리스트）                       | ヘギ（朝: 해기）             | 再演               |
| 2015.06.20 ~ 2015.08.23         | ベアザミュージカル（朝: 베어 더 뮤지컬）                         | マット                       | 初演               |
| 2015.12.04 ~ 2015.12.20         | 望ましい青少年（朝: 바람직한 청소년）                            | ジフン（朝: 지훈）           |                    |
| 2015.10.20 ~ 2016.01.03         | Myeong-Dong Romance（朝: 명동로망스）                            | チャン・ソンホ（朝: 장선호） | 初演               |
| 2016.03.22 ~ 2016.04.24         | Myeong-Dong Romance（朝: 명동로망스）                            | チャン・ソンホ（朝: 장선호） | アンコール講演     |
| 2016.08.18 ~ 2016.11.13         | ゴレゴレ（朝: 고래고래）                                         | ビョンテ（朝: 병태）         |                    |
| 2016.10.08 ~ 2016.11.05         | ファンレター（朝: 팬레터）                                       | イユン（朝: 이윤）           | 初演               |
| 2016.03.10 ~ 2017 02.26         | パルレ（朝: 빨래）                                               | ソロンゴ（朝: 솔롱고）       |                    |
| 2017.01.08 ~ 2017.02.26         | ミッドナイト〜アントラーズ（朝: 미드나잇: 앤틀러스）             | マン（朝: 남자）             | 初演               |
| 2019.12.07 ~ 2020.03.01         | ヴィンセントヴァンゴッホ（朝: 빈센트 반 고흐）                   | ゴッホ（朝: 고흐）           |                    |
| 2020.06.13 ~ 2020.8.22          | レント                                                           | マーク                       |                    |
| 2020.11.20                      | A KILLER PARTY（朝: 킬러파티）                                   | テ・ペウン（朝: 대배웅）     | ウェブミュージカル |
| 2020.12.01 ~ 2021.02.21         | ミッドナイト〜アクターミュージシャン（朝: 미드나잇: 액터뮤지션） | マン                         |                    |
| 2023.11.11 ~ 2024.02.25（予定） | レント                                                           | マーク                       | [ 7 ]              |